# Tahnai Annis
Tahnai Lauren Rivera Annis (* 20. Juni 1989 in Zanesville, Ohio) ist eine in den USA geborene philippinische Fußballspielerin.

## Karriere

### Vereine
In ihrer Zeit am College spielte sie von 2008 bis 2011 für die Mannschaft der Florida Gators. Nach ihrer Zeit hier schloss sie sich 2012 in Island Þór/KA an. Dort gewann sie mit ihrem Klub einmal die Meisterschaft und nahm mit ihm auch an der UEFA Women’s Champions League teil. Insgesamt war sie bis zum Jahr 2014 hier aktiv.
Nach fast zehn Jahren kehrte sie Anfang 2023 wieder zu ihrem ehemaligen Klub zurück und unterschrieb hier nun für ein Jahr.

### Nationalmannschaft
Durch die Herkunft ihrer Mutter ist die für die philippinische Nationalmannschaft spielberechtigt. Erstmals gehörte sie dieser bei einem Trainingslager im Januar 2018 in den USA an. Später gehörte sie dann auch mit zum Kader bei der Asienmeisterschaft 2018, wo sie als Kapitänin mit ihrer Mannschaft den sechsten Platz erreichte. Auch bei der Qualifikation für die Asienmeisterschaft 2022 half sie mit und erreichte mit ihrem Team hier am Ende das Halbfinale der Endrunde. Zuletzt nahm sie mit ihrer Mannschaft auch noch am Pinatar Cup 2023 teil.

### Trainerin
Von 2016 bis 2017 war sie beim College-Team Averett Cougars als Co-Trainerin beschäftigt.